# Occupazione di Lebda
L'occupazione di Lebda fu un episodio della guerra italo-turca.
Gli arabo-turchi per quanto battuti sul Mergheb continuarono a far affluire forze considerevoli nel settore di Homs. Il comandante italiano generale Ezio Reisoli fu quindi costretto a mantenere nella zona del Mergheb una forza ragguardevole e a procedere a lavori di fortificazione.  Non appena ultimati i lavori ed anche a seguito dell'attacco contro il Mergheb effettuato nei primi giorni del marzo 1912, fu decisa l'occupazione di Lebda (Leptis Magna). Per procedere nell'azione si approfittò dei giorni di mercato nella ipotesi che le posizioni ottomane fossero presidiate debolmente.
All'alba del 2 maggio 1912 tre colonne italiane, appoggiate dal mare dalle artiglierie dell'incrociatore ausiliario Città di Siracusa, mossero verso le posizioni arabo-turche: una colonna forte di due battaglioni del 6º e del 37º Reggimento fanteria fu destinata ad impegnarle operando direttamente contro le rovine di Lebda; una seconda colonna formata dall'8º Reggimento bersaglieri e da una batteria di artiglieria da montagna, fu destinata ad operare nel settore dei Monticelli e contro la sinistra delle forze poste presso Lebda; la terza colonna con due battaglioni dell'89º Reggimento fanteria e il battaglione alpini "Mondovì" costituì una riserva a protezione del fianco destro delle formazioni destinate all'attacco. Il maggiore Antonino Di Giorgio ebbe l'incarico di proteggere il possesso delle opere del Mergheb mentre a presidio di Homs rimasero alcuni plotoni del 37º e del 6º Reggimento fanteria..
Dopo scontri cruenti, gli obiettivi furono raggiunti occupando i Monticelli di Lebda e le posizioni dell'Hammam. A seguito della battaglia fu emesso un comunicato ufficiale: "Questa mattina alle 4,45 il generale Reisoli comandante delle truppe ad Homs, ha attaccato Lebda fortemente occupata da nemico ed alle 6,30 dopo fiero combattimento, ne era padrone. Il nemico si è dato alla fuga dopo aver subito perdite considerevoli, valutate a non meno di 300 morti. Durante l'azione il maggiore Di Giorgio uscito dal Mergheb, ha attaccato il nemico che pareva disposto a rinforzare Lebda ed è riuscito ad impegnarlo e trattenerlo. Le nostre perdite sono di un ufficiale morto e di tre feriti, di sette soldati morti e 54 feriti. Le posizioni di Lebda sono state poste subito in istato di difesa".
A seguito della battaglia che le impegnò, le forze arabo-turche subirono la perdita di circa 800 uomini di cui 300 morti su una forza stimata in circa 1000 armati a Lebda e altrettanti presso El-Mergheb.